# 470 v. Chr.
Portal Geschichte | Portal Biografien | Aktuelle Ereignisse | Jahreskalender | Tagesartikel

◄ |
6. Jahrhundert v. Chr. |
5. Jahrhundert v. Chr. |
4. Jahrhundert v. Chr. |
►

◄ | 490er v. Chr. | 480er v. Chr. | 470er v. Chr. | 460er v. Chr. |
450er v. Chr. |
►

◄◄ | ◄ | 473 v. Chr. | 472 v. Chr. | 471 v. Chr. | 470 v. Chr. |
469 v. Chr. |
468 v. Chr. |
467 v. Chr. |
► |
►►

## Ereignisse

### Politik und Wissenschaft

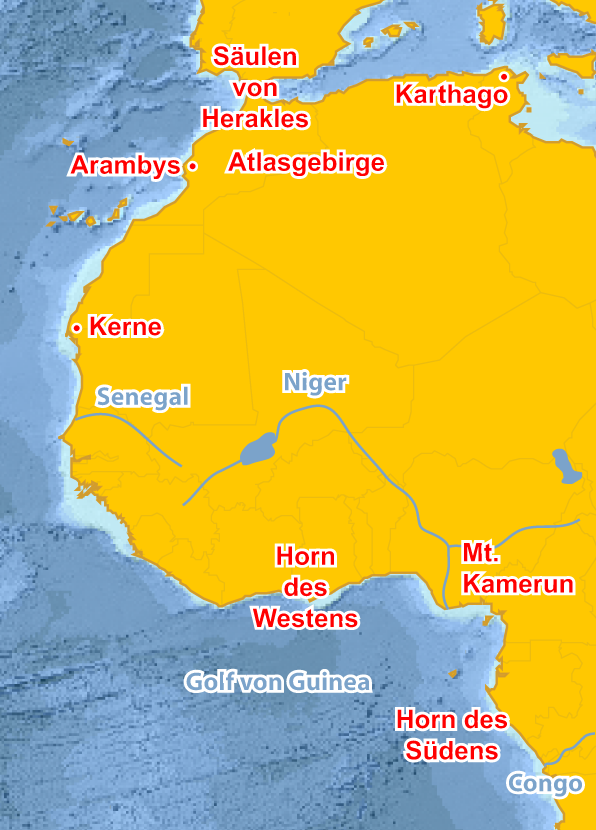
Die Route Hanno des Seefahrers

- um 470 v. Chr.: Der karthagische Herrscher und Admiral Hanno der Seefahrer segelt entlang der afrikanischen Westküste vermutlich bis zum Golf von Guinea. Sein Reisebericht Periplus ist in einer griechischen Übersetzung überliefert.

### Kultur und Religion
- um 470 v. Chr.: Der Bau des Zeustempels in Olympia durch den Baumeister Libon von Elis beginnt.
- um 470 v. Chr.: Der gefesselte Prometheus, dem Aischylos zugeschrieben.
- um 470 v. Chr.: Der Providence-Maler ist in Athen tätig.

## Geboren
- um 470 v. Chr.: Aspasia, griechische Philosophin, zweite Frau des Perikles
- um 470 v. Chr.: Kallikrates, griechischer Architekt

## Gestorben
- Pausanias, Regent von Sparta aus dem Königshaus der Agiaden

- um 470 v. Chr.: Phrynichos, griechischer Tragiker
- um 470 v. Chr.: Xenophanes, griechischer Philosoph und Dichter (* um 570 v. Chr.)
- um 470 v. Chr.: Xanthippos, Athener Feldherr und Politiker, Vater des Perikles (* um 520 v. Chr.)